# James Abegglen
James Christian Abegglen (Míchigan, 1926-Tokio, 2 de mayo de 2007) fue un teórico empresarial, economista y profesor universitario japonés-estadounidense. Se desempeñó como profesor de administración y economía en la Universidad Sofía de Tokio. Fue uno de los fundadores de Boston Consulting Group (BCG) en 1963, y el primer director representante de su sucursal de Tokio, fundada en 1966.

## Biografía
Abegglen nació en Míchigan. Después de graduarse de Harvard y la Universidad de Chicago, sirvió en la Tercera División de Infantería de Marina para luchar en la Isla Guadalcanal e Iōtō. Cuando terminó la Segunda Guerra Mundial, se fue en 1945 a Hiroshima como miembro del Servicio de Bombardeo Estratégico de los Estados Unidos (USSBS). Visitó Japón nuevamente en 1955 como investigador de la Fundación Ford, para estudiar la organización industrial japonesa y las prácticas del personal.
Abegglen vivió permanentemente en Japón con su esposa japonesa después de 1982 y tomó la nacionalidad japonesa en 1997.
Abegglen se desempeñó sucesivamente como profesor y director de la Escuela de Graduados de Cultura Comparada de la Universidad Sofía, presidente del Servicio Asesor de Asia KK y decano emérito de la Universidad Globis en 2006. Enseñó "Gestión de empresas japonesas" en esa escuela hasta su muerte por cáncer el 2 de mayo de 2007.

## Trabajo
Los intereses académicos de Abegglen se centraron en las empresas y los sistemas económicos japoneses y su prioridad para el capitalismo occidental.

### The Japanese Factory
The Japanese Factory, publicado en 1958, señaló las siguientes características del empleo y la fuerza de su mecanismo en las corporaciones japonesas:
- Empleo de por vida: el empleo se extiende a lo largo de toda la vida laboral del empleado.
- Salarios basados en antigüedad: la compensación se determina por el número de años de empleo en la empresa.
- Contratación periódica: contratación de jóvenes recién egresados de la escuela
- Capacitación en la empresa: emplear trabajadores en función de las cualidades personales en lugar de la idoneidad laboral, proporcionando capacitación en el lugar de trabajo después de la contratación.
- Sindicato empresarial: un sindicato para cada empresa

Esas prácticas laborales, en fuerte contraste con Occidente, a menudo al principio sorprendieron e intrigaron a la gente en los Estados Unidos, por lo que su libro se convirtió en un éxito de ventas.

## Crítica
Abegglen fue ampliamente considerado como una guía confiable de Japón por los intereses comerciales occidentales en la era de la posguerra. Críticos como Eamonn Fingleton argumentan, sin embargo, que él "consideraba que su función principal era hacer relaciones públicas en nombre del establecimiento japonés", que engañó a los líderes occidentales y al público occidental sobre la apertura de los mercados japoneses y que mantuvo su cambio de secreto de nacionalidad.

## Publicaciones
Abegglen es autor y coautor de diez libros sobre Japón. Una selección:
- The Japanese Factory (1958)
- Big Business in America (1955)
- Kaisha, the Japanese Corporation (1985)
- Sea Change: Pacific Asia as the New World Industrial Center (Prensa libre: 1994)
- Gestión japonesa del siglo XXI: nuevos sistemas, valores duraderos (Palgrave Macmillan: 2006)